# Брендан Гансен
Брендан Гансен  (англ. Brendan Hansen, 15 серпня 1981) — американський плавець, олімпійський чемпіон.

## Виступи на Олімпіадах
| Олімпіада   | Дисципліна                    | Місце |
| ----------- | ----------------------------- | ----- |
| Афіни 2004  | плавання на 100 метрів брасом | 2     |
| Афіни 2004  | плавання на 200 метрів брасом | 3     |
| Афіни 2004  | комплексна естафета 4 × 100   | 1     |
| Пекін 2008  | плавання на 100 метрів брасом | 4     |
| Пекін 2008  | комплексна естафета 4 × 100   | 1     |
| Лондон 2012 | плавання на 100 метрів брасом | 3     |
| Лондон 2012 | комплексна естафета 4 × 100   | 1     |